# João Evangelista Martins Terra
João Evangelista Martins Terra (ur. 7 marca 1925 w Jardinópolis, zm. 11 marca 2022 w Brasílii) – brazylijski duchowny rzymskokatolicki, w latach 1994–2004 biskup pomocniczy Brasílii.

## Życiorys
Święcenia kapłańskie przyjął 22 grudnia 1956. 17 sierpnia 1988 został prekonizowany biskupem pomocniczym Olindy i Recife ze stolicą tytularną Bagis. Sakrę biskupią otrzymał 20 listopada 1988. 15 czerwca 1994 został mianowany biskupem pomocniczym Brasílii. 16 czerwca 2004 przeszedł na emeryturę.